# Asce di guerra
Asce di guerra è un romanzo scritto da Vitaliano Ravagli e dal collettivo Wu Ming, pubblicato nel 2000 da Marco Tropea e nel 2005 da Einaudi.
Si tratta della prima opera realizzata dal gruppo di autori bolognesi con il nome di Wu Ming, dopo che per il precedente Q era stato utilizzato lo pseudonimo Luther Blissett, e trova la sua genesi nella fase di preparazione al successivo 54. Si inserisce nello stesso filone di una narrativa con intento performativo, che scommette sulla «fiducia che la parola modifichi la realtà creando comunità potenzialmente in grado di agire», e che si fonda sulla convinzione, che dà titolo al libro, secondo cui «le storie non sono che asce di guerra da disseppellire».
Analogamente a quanto avviene riguardo alle altre opere del collettivo, di Asce di guerra è esplicitamente consentita la riproduzione totale o parziale e la diffusione per via telematica, purché non a scopo commerciale.

## Trama
L'opera alterna l'invenzione letteraria alla realtà della ricostruzione storica e della vicenda autobiografica di Ravagli, presentato ai Wu Ming da Carlo Lucarelli e in precedenza autore di due testi di scarsa diffusione, I sentieri dell'odio e Il prato degli uomini spenti, con cambi di registro scanditi dal succedersi di capitoli i cui titoli rimandano in prevalenza ai tre filoni principali in cui si sviluppa la narrazione.

### In cerca del vietcong romagnolo
I capitoli aventi per titolo luogo e data in cui si svolgono gli eventi narrati (prevalentemente Bologna e l'Imolese tra il gennaio e il giugno del 2000) costituiscono quasi tutta la componente di invenzione letteraria dell'opera, seppure anche in questa parte figurino personaggi e vicende reali.
Tali capitoli raccontano la storia del giovane avvocato bolognese Daniele Zani che, un anno dopo la morte del nonno Sergio, detto Soviet, inizia ad interessarsi alla questione degli ex partigiani espatriati nel secondo dopo-guerra. In particolare, sulla base di pochissime informazioni si mette sulle tracce di un romagnolo che avrebbe combattuto in Indocina negli anni cinquanta a fianco dei vietcong.
Zani, che nel frattempo si occupa anche della complessa vicenda del tunisino Said, rimpatriato e separato da moglie e figlie, arriva ad incontrare Vitaliano Ravagli (Gap) dopo una lunga ricerca che lo porta a conoscere ex partigiani realmente esistiti e in vita al momento della stesura del romanzo.

### Sentieri dell'odio
Sentieri dell'odio è il titolo dei capitoli (ciascuno recante un diverso sottotitolo) che raccontano in prima persona la vicenda autobiografica di Vitaliano Ravagli dalla seconda metà degli anni trenta fino al 1958.
Ravagli, classe 1934, narra della propria infanzia segnata dalla povertà, dalle sofferenze legate alla guerra e dalle frustrazioni di un dopoguerra che non manteneva le promesse di riscatto e giustizia sociale suscitate dalla Resistenza; di qui la decisione di lasciare clandestinamente l'Italia e recarsi a combattere in Indocina.
La narrazione prosegue quindi con la descrizione delle due esperienze (una nel 1956 e l'altra nel 1958) di Ravagli in una sorta di brigata internazionale guidata da un ufficiale cinese e operante principalmente nelle giungle del Laos, in supporto alle truppe nordvietnamite di Ho Chi Minh.

### Tre fratelli, lo zio Ho e lo zio Sam
Nei capitoli dal titolo Tre fratelli, lo zio Ho e lo zio Sam - Storia disinvolta delle guerre d'Indocina vengono ricostruite le vicende belliche e politiche che hanno caratterizzato tale area, e in particolare il Laos - i tre fratelli del titolo sono tra i protagonisti della lotta di indipendenza del Paese - e il Vietnam, dal 1945 al 1975, ovvero dalla dominazione coloniale francese fino alla resa delle truppe statunitensi in concomitanza con la presa di Saigon da parte dei vietcong.

## Personaggi

### Immaginari
- Daniele Zani - Giovane avvocato bolognese.
- Sergio Zani (Soviet) - Nonno di Daniele.
- Guido Cortesi - Amico di Soviet.
- Said Moukharbel - Immigrato tunisino, la cui vicenda «è ispirata a migliaia di anonime storie quotidiane»[8].

### Reali
- Vitaliano Ravagli (Gap)
- Graziano Zappi (Mirco), Vittorio Caffeo (Drago), Elio Gollini (Sole), Orfeo Sabattani (e Fatór), Aroldo Tolomelli (Ernesto), Carlo Venturi (Ming), Orlando Rampolli (Teo), Luigi Tinti (Bob), Lino Balbi (Pucci), Guido Gualandi (il Moro), Ezio Serantoni (Mezanòt) - Combattenti partigiani.
- Chung Li - Ufficiale cinese che guida la brigata di Ravagli in Laos.
- Ho Chi Minh - Rivoluzionario vietnamita.
- Võ Nguyên Giáp - Generale vietnamita.
- Phạm Văn Đồng - Primo ministro del Vietnam del Nord.
- Souphanouvong, Souvanna Phuma, Phetsarat - Fratelli, protagonisti delle lotte per l'indipendenza del Laos.

## Critica
Come sottolinea Marco Amici nel Bollettino di italianistica, dal punto di vista letterario Asce di guerra presenta imperfezioni e i vari frammenti appaiono spesso slegati fra loro, con la continua alternanza di registri diversi che fanno vacillare la tenuta del romanzo, ma non vi è rischio di sfaldamento agli occhi del lettore grazie alla partecipazione emozionale che il testo riesce a suscitare e ai simboli e i miti che evoca, a partire da quello collettivo della Resistenza, della Liberazione e della Ricostruzione. Ed è proprio su quest'ultimo piano, più che su quello specificamente letterario, che si è concentrato il dibattito intorno al libro, che ha provocato anche «polemiche e reazioni scomposte» rispetto ad «una narrazione che aspira ad essere oltraggiosa nei confronti del presente, che rovista nel fondo della storia per farne emergere gli aspetti più controversi, per portare alla luce il “rimosso” e smuovere le coscienze».

## L’«abiura» da parte di Wu Ming
Nel 2005, in occasione della nuova edizione Einaudi, gli autori aggiungono al libro una premessa e una postfazione in cui riflettono sul lavoro svolto in modo fortemente autocritico:
L’autocritica del 2005, secondo Wu Ming, è alla base del lavoro compiuto a partire dal decennio successivo sugli «oggetti narrativi non-identificati».

## Edizioni
- Vitaliano Ravagli, Wu Ming, Asce di guerra, Milano, Marco Tropea Editore, 2000, ISBN 88-438-0269-0.
- Vitaliano Ravagli, Wu Ming, Asce di guerra, Einaudi, 2005, ISBN 88-06-17607-2.
- Vitaliano Ravagli, Wu Ming, Kriegsbeile, Assoziation A, Amburgo/Berlino 2017, ISBN 978-3-86241-459-8